# Rattus tanezumi
Rattus tanezumi — один з видів гризунів роду пацюків (Rattus).

## Поширення
Країни поширення: Афганістан, Бангладеш, Бутан, Камбоджа, Китай, Індія, Японія, Південна Корея, Північна Корея, Лаос, Малайзія, Непал, Тайвань, Таїланд, В'єтнам. Цей добре адаптований вид зазвичай знаходиться всередині і навколо сіл і сільськогосподарських районів. На Філіппінах він є загальним на порушених низовинах і гірських лісах до 1800 м.

## Морфологія
Гризуни середнього розміру, завдовжки 105—215 мм, хвіст — 120—230 мм, стопа — 32 — 41 мм, вуха — 18 — 24 мм; вага до 240 г.

## Зовнішність
Хутро посипане колючими волосками з чорнуватим кінчиком, більш помітно у літніх особин. Спинні частини бурувато-оливкові, сіріють іноді з сіруватими або червонуватими відблисками або з більш темною спинною смугою, тоді як вентральні частини змінюються від сірого до сірувато-коричневого або кремово-білого відтінки з жовтуватими відблисками. Вуха порівняно великі, округлі та покриті дрібним коротким волоссям. Кінцівкі бурі, а пальці — білі. Стопи порівняно широкі й обладнані великими м'ясистими подушечками на рослинах. Хвіст може варіюватися завдовжки, рівномірно темний, рідко з білим кінцем і покритий дрібними чорнуватими щетинками. У самок є пара грудних сосків, одна-дві постінціалярні пари та три пахові пари. Каріотип дорівнює 2n = 42 FN = 58-62.

## Особливості мешкання
Це наземний вид, хоча є відмінним альпіністом. Він будує сферичні гнізда з рослинним матеріалом всередині отворів, у солом'яних дахах, порожнинах у стінах, у стовбурах та дуплах дерев, біля основи великих гілок, солом'яних снопах, мішках із зернами або між скелями.

## Живлення
Вид всеїдний, живиться всіма видами харчових відходів. У сільській місцевості це завдає серйозної шкоди плантаціям злаків, овочів та фруктів, включаючи кокосові горіхи. Також може харчуватися равликами. Його ектопаразитом є кліщ Neotrombicula fujigmo.

## Відтворення
Вагітні самки виловлювалися в кожному місяці року без значних сезонних варіацій. Однак у сільськогосподарських районах народжуваність синхронізована з дозріванням сільськогосподарських культур. Вони народжують до 11 дитинчат одночасно після середнього терміну вагітності 21 день. Самки досягають статевої зрілості приблизно через 80 днів життя.

## Загрози та охорона
Немає серйозних загроз для цього виду. Ймовірно присутній у численних охоронних територіях.